# Surguja (Distrikt)
Der Distrikt Surguja (Hindi सरगुजा जिला) ist ein Distrikt des indischen Bundesstaates Chhattisgarh.
Verwaltungszentrum ist die Stadt Ambikapur.
Der Distrikt grenzt an die Bundesstaaten Uttar Pradesh und Jharkhand.
Der nordwestliche Teil des Distrikts Surguja wurde im August 2011 abgespalten und bildet nun den neu gegründeten Distrikt Surajpur.